# Catskill (Nowy Jork)
Catskill – miasto w Stanach Zjednoczonych, w stanie Nowy Jork, w hrabstwie Greene.